# A Humble Hero
Pour plus de détails, voir Fiche technique et Distribution.
A Humble Hero est un film muet américain réalisé par Frank Montgomery et sorti en 1912.

## Fiche technique
- Titre : A Humble Hero
- Réalisation : Frank Montgomery
- Scénario : Lanier Bartlett
- Producteur : William Selig
- Société de production : Selig Polyscope Company
- Société de distribution : General Film Company
- Pays de production :  États-Unis
- Langue : film muet avec les intertitres en anglais
- Métrage : 300 mètres
- Format : Noir et blanc — 35 mm — 1,33:1 — Muet
- Genre : Film dramatique
- Durée : 10 minutes
- Date de sortie : 
  - États-Unis : 7 mai 1912

## Distribution
- Tom Santschi : John Sutton, un ingénieur
- Clay M. Greene : le prospecteur
- Fred Huntley : le superintendant
- Frank Clark : 1st Claim Jumper
- Al Ernest Garcia : 2nd Claim Jumper
- Edward H. Philbrook : le sheriff
- George Hernandez : the recorder
- Lillian Hayward : Mme Sutton
- Jacqueline Hayward : la petite Mary Sutton
- Charles E. 'Bunny' Feehan  le promoteur minier